# Puget
Pour les articles homonymes, voir Puget (homonymie).
Puget est une commune française située dans le département de Vaucluse, en région Provence-Alpes-Côte d'Azur.

## Géographie
La commune de Puget est une commune au sud du massif du Luberon.

### Accès

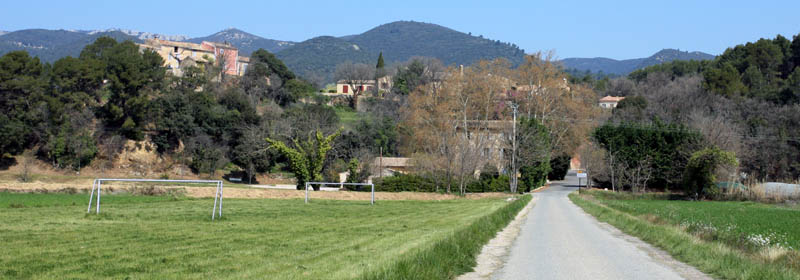
L'accès principal au bourg depuis la route départementale 973.

La route départementale 973 passe sur la commune au niveau de la plaine, au sud du bourg et selon un axe est-ouest. La route départementale D 173 passe quant à elle sur la commune au nord du bourg, toujours selon un axe est-ouest. Enfin, la route départementale D 117 relie l'une à l'autre en passant par le bourg.
L'autoroute la plus proche est l'A7.

### Transports
Puget est desservie par la ligne de cars ZOU no 8 : Cavaillon-Pertuis-Cucuron

### Communes limitrophes

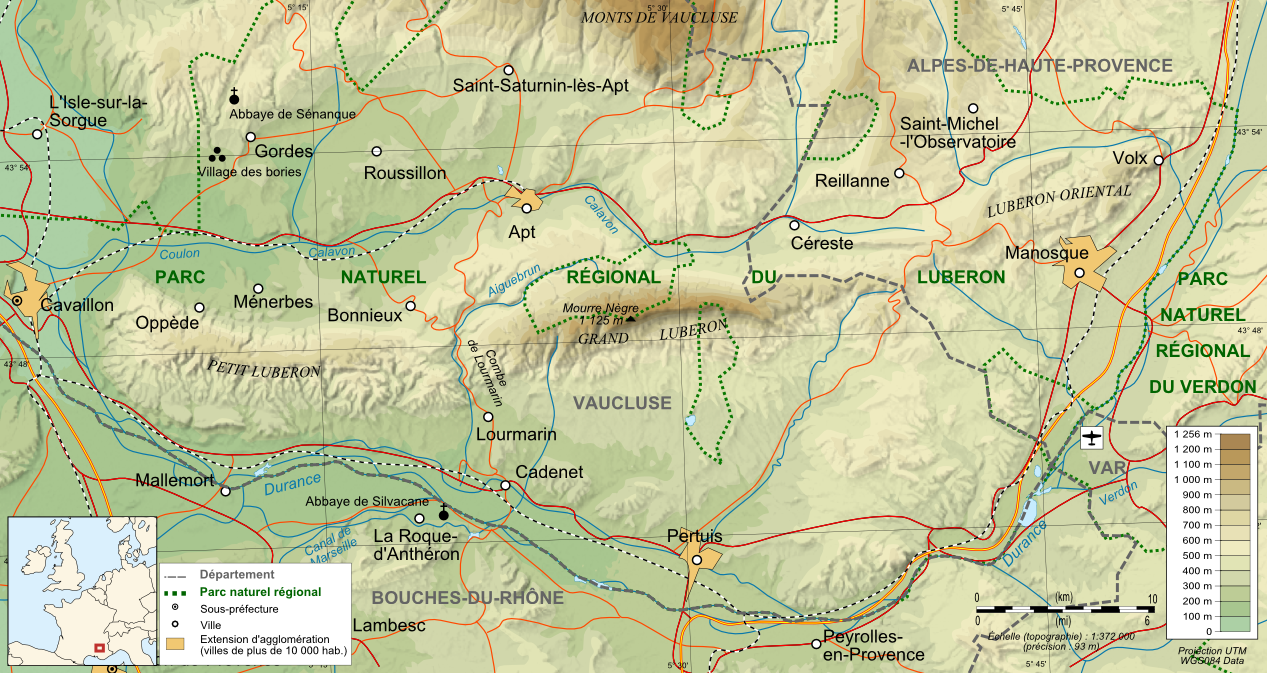
Le territoire du parc naturel régional du Luberon.

| Oppède, Ménerbes | Lacoste   | Bonnieux            |
| Mérindol         | Puget     | Lauris              |
| Charleval        | Charleval | La Roque d'Anthéron |

### Relief et géologie
La commune est située entre, au nord, le flanc sud du massif du Luberon et, au sud, la vallée de la Durance.
Le massif du Luberon est un massif montagneux formé de terrains du secondaire (crétacé inférieur) et la plaine de la Durance est une plaine alluvionnaire.

### Sismicité
Les cantons de Bonnieux, Apt, Cadenet, Cavaillon, et Pertuis sont classés en zone Ib (risque faible). Tous les autres cantons du département de Vaucluse sont classés en zone Ia (risque très faible). Ce zonage correspond à une sismicité ne se traduisant qu'exceptionnellement par la destruction de bâtiments.

### Climat
Pour des articles plus généraux, voir Climat de Provence-Alpes-Côte d'Azur et Climat de Vaucluse.
En 2010, le climat de la commune est de type climat méditerranéen franc, selon une étude du Centre national de la recherche scientifique s'appuyant sur une série de données couvrant la période 1971-2000. En 2020, Météo-France publie une typologie des climats de la France métropolitaine dans laquelle la commune est exposée à un climat méditerranéen et est dans la région climatique  Provence, Languedoc-Roussillon, caractérisée par une pluviométrie faible en été, un très bon ensoleillement (2 600 h/an), un été chaud (21,5 °C), un air très sec en été, sec en toutes saisons, des vents forts (fréquence de 40 à 50 % de vents > 5 m/s) et peu de brouillards. 
Pour la période 1971-2000, la température annuelle moyenne est de 13,7 °C, avec une amplitude thermique annuelle de 17,2 °C. Le cumul annuel moyen de précipitations est de 700 mm, avec 6,1 jours de précipitations en janvier et 2,4 jours en juillet. Pour la période 1991-2020, la température moyenne annuelle observée sur la station météorologique de Météo-France la plus proche, « Cadenet », sur la commune de Cadenet à 9 km à vol d'oiseau, est de 14,4 °C et le cumul annuel moyen de précipitations est de 703,0 mm. 
La température maximale relevée sur cette station est de 44,3 °C, atteinte le 28 juin 2019 ; la température minimale est de −12,7 °C, atteinte le 12 février 2012,,. 
Les paramètres climatiques de la commune ont été estimés pour le milieu du siècle (2041-2070) selon différents scénarios d'émission de gaz à effet de serre à partir des nouvelles projections climatiques de référence DRIAS-2020. Ils sont consultables sur un site dédié publié par Météo-France en novembre 2022.

### Hydrographie
La Durance coule au sud et en bordure de la commune.

## Urbanisme

### Typologie
Au 1er janvier 2024, Puget est catégorisée commune rurale à habitat dispersé, selon la nouvelle grille communale de densité à sept niveaux définie par l'Insee en 2022.
Elle appartient à l'unité urbaine de Cadenet, une agglomération intra-départementale regroupant cinq  communes, dont elle est une commune de la banlieue,,. La commune est en outre hors attraction des villes,.

### Occupation des sols
L'occupation des sols de la commune, telle qu'elle ressort de la base de données européenne d’occupation biophysique des sols Corine Land Cover (CLC), est marquée par l'importance des forêts et milieux semi-naturels (68,7 % en 2018), en diminution par rapport à 1990 (71,8 %). La répartition détaillée en 2018 est la suivante : 
forêts (49,1 %), milieux à végétation arbustive et/ou herbacée (13,3 %), terres arables (10,2 %), zones agricoles hétérogènes (8,3 %), cultures permanentes (8,1 %), espaces ouverts, sans ou avec peu de végétation (6,3 %), zones urbanisées (4,7 %). L'évolution de l’occupation des sols de la commune et de ses infrastructures peut être observée sur les différentes représentations cartographiques du territoire : la carte de Cassini (XVIIIe siècle), la carte d'état-major (1820-1866) et les cartes ou photos aériennes de l'IGN pour la période actuelle (1950 à aujourd'hui).

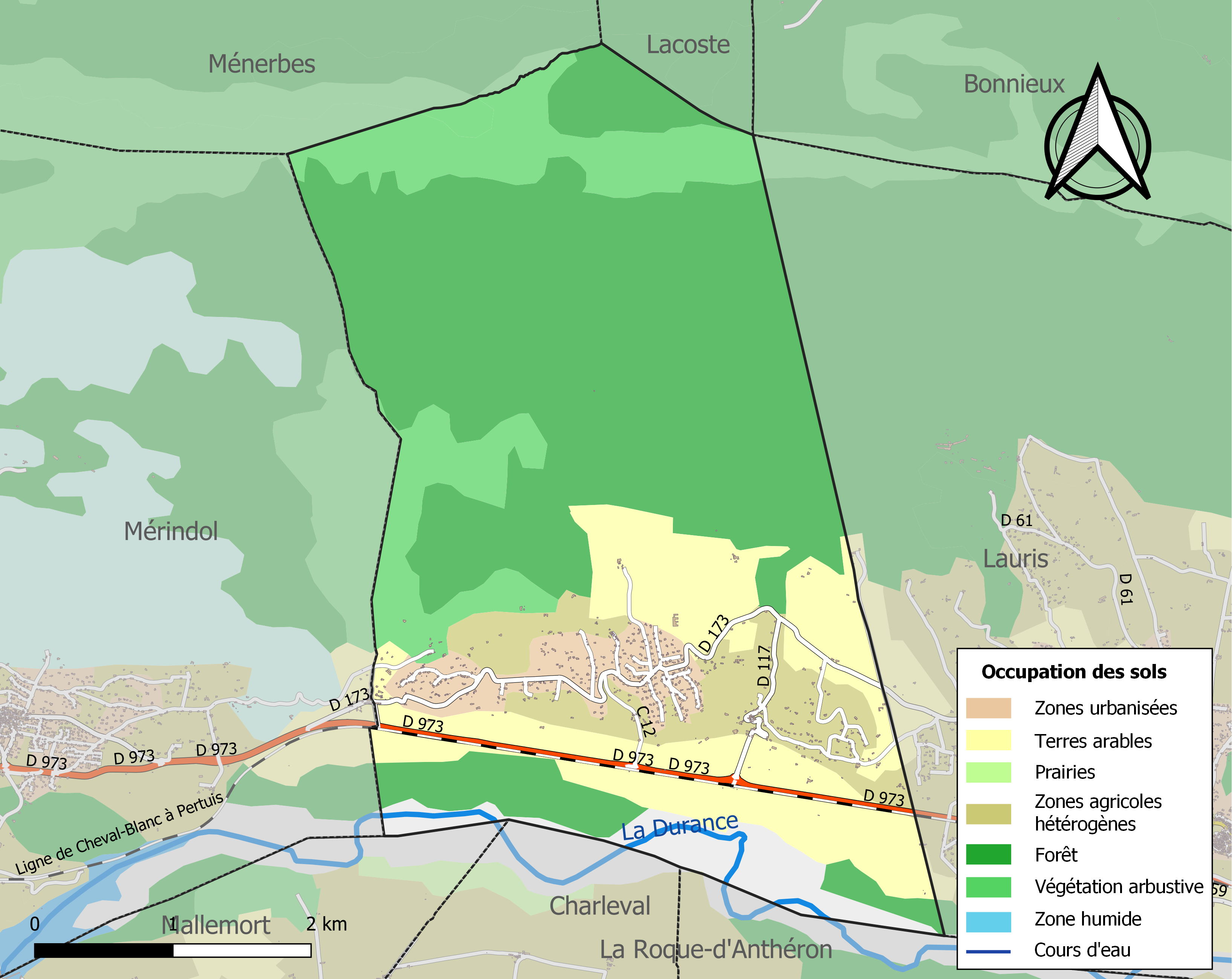
Carte des infrastructures et de l'occupation des sols de la commune en 2018 (CLC).

### Répartition des sols
La répartition des sols de la commune est la suivante (donnée pour un total de) :
| Type d'occupation | Pourcentage | Superficie (en hectares) |
| ----------------- | ----------- | ------------------------ |
| Zones urbaines    | 3,59 %      | 70,79                    |
| Zones agricoles   | 18,34 %     | 360,19                   |
| Zones naturelles  | 77,00 %     | 1 512,78                 |
| Total             | 100 %       | 1 964,40                 |

Les zones naturelles (plus des trois quarts du territoire) sont principalement formées par les forêts méditerranéennes couvrant le petit Luberon. Les zones agricoles sont formées de vergers de fruitiers (oliviers, amandiers, etc.), des champs de lavandin et des vignes (AOC côtes-du-luberon).

## Toponymie
La forme la plus ancienne est del Puget, attestée en 1257. L'article provençal a disparu à une date inconnue, il est encore mentionné au XIXe s. Ce toponyme provient de podium (hauteur) et du suffixe diminutif -et (cf. Puy).

## Histoire

### Antiquité
Le site fut occupé tardivement comme en font foi les urnes à incinération du Grand Deffend, datées du Bas Empire (Ve, VIe siècles).

### Moyen Âge
La première mention du lieu, en 1257, nomme ce site del Puget et signale son implantation sur un « podium » qui s’est transcrit en « pogito ».
Ses premiers seigneurs furent ceux de Puyvert. Tout d’abord Raymond puis son épouse Bérangère qui à sa mort, en 1323, hérite de « Puget Aquensi ». C’est de cette époque que date l’église romane – belle voussure de la porte d’entrée - aujourd’hui placée sous le vocable de l’Immaculée-Conception.

### Renaissance
Aucune mention du village n'est faite pendant les périodes troublées par la peste, les guerres et la famine tant au XIVe qu'au XVe siècle. Le village dut pourtant en subir les contrecoups puisqu'un acte d'habitation fut établi au XVIIe siècle pour le repeupler. Il fut signé le 8 janvier 1619 par Louis de Merlon, marquis de Bressieux, et sa mère Marguerite de Saint-Michel-Bressieux-Lauris avec quinze chefs de familles. Ils durent défricher 700 charges de terre et construire, dans un délai de cinq ans, un logement pour eux et leur bétail, cette dernière condition leur permettant d’être considéré comme « libres ».

### Époque moderne
À la fin du XIXe siècle, le temple protestant fut reconstruit et les géologues découvrirent de l’hématite, minerai de fer oxydé présentant des veines rouge et brune. On pensa immédiatement l’exploiter pour faire des… mines de crayon. L’idée est heureusement restée à l’état de projet, mais il semblerait que les armes du blason s'en soit inspiré.

### Époque contemporaine
Le vin des vignobles de la commune a d'abord été classé en VDQS au cours de l'année 1951, puis a accédé à l'AOC en 1988. Ses vignerons adhèrent à l'organisation interprofessionnelle Inter Rhône en 1996. C'est dans son sein qu'est créé en 2001, la Nouvelle École de la Vallée du Rhône.

## Politique et administration

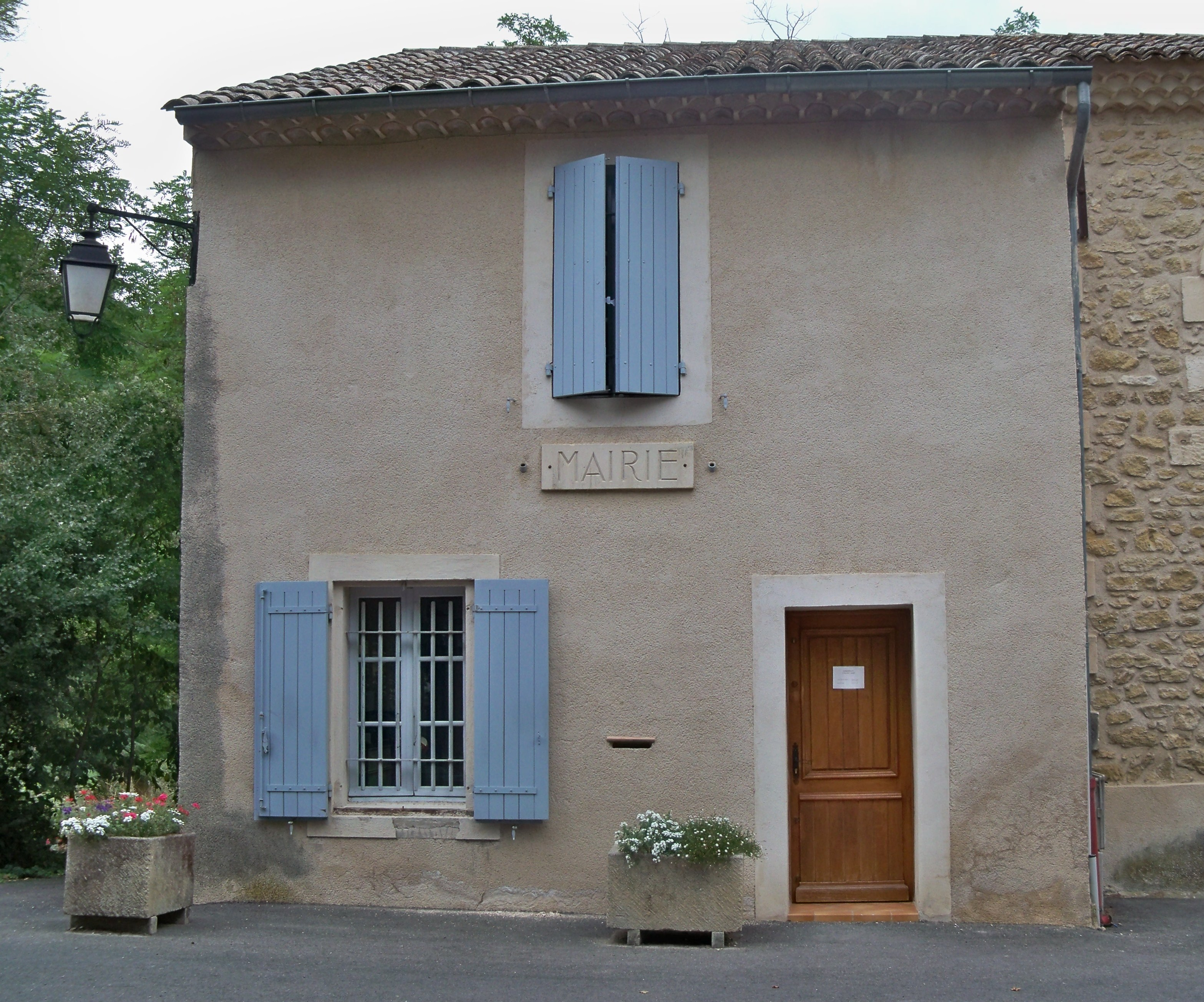
Mairie de Puget.

### Administration municipale
De par sa taille, la commune dispose d'un conseil municipal de quinze membres (article L2121-2 du Code général des collectivités territoriales).
Lors du scrutin de 2008 Alain Sage a été élu conseiller municipal au premier tour avec 252 voix soit 56 % des suffrages exprimés, puis nommé maire par ceux-ci. La participation s'est élevée à 80,07 %.
Lors du scrutin de 2020 Amélie Jean a été élu conseillère municipale au premier tour avec 294 voix soit 93% des suffrages exprimés, puis nommé maire par ceux-ci. La participation s'est élevée à 48,10 %.

### Liste des maires
Depuis 1871, les maires sont élus par le conseil municipal à la suite de son élection au suffrage universel.
| Période                                  | Période   | Identité        | Étiquette | Qualité |
| ---------------------------------------- | --------- | --------------- | --------- | ------- |
| mars 2001                                | mars 2008 | Pierre Gregoire |           |         |
| mars 2008                                | mai 2020  | Alain Sage      |           |         |
| mai 2020                                 | 2026      | Amélie Jean     |           |         |
| Les données manquantes sont à compléter. |           |                 |           |         |

### Instances administratives et judiciaires
Puget est une des neuf communes du canton de Cheval-Blanc depuis 2015. Le canton fait partie de l'arrondissement d'Apt depuis 1801 (sauf de 1926 à 1933 où ce fut Cavaillon) et de la deuxième circonscription de Vaucluse. Puget fait partie du canton de Cadenet depuis 1793.
Puget fait partie de la juridiction d’instance d’Apt, mais du greffe détaché Pertuis, et de grande instance, de prud'homale, de commerce et d'affaires de Sécurité sociale d’Avignon.

### Politique environnementale
Deux déchetteries sur la communauté de communes des Portes du Luberon (à Lauris et Vaugines) ainsi que deux points spécialisés (pour les branchages, le site de Puget, et pour les gravats, celui de Puyvert).
Points d'apport volontaire pour le verre, les journaux et les emballages.
La commune fait partie du syndicat intercommunal à vocation multiple (SIVOM) Durance-Luberon qui est un établissement public de coopération intercommunale (EPCI) qui regroupe 21 communes des 23 communes (Lourmarin et Vaugines n'en font pas partie) des deux cantons de Pertuis et de Cadenet a pour compétence la distribution de l'eau et l'assainissement. Il a été créé en 1989 par transformation du syndicat intercommunal créé en 1946 mais qui n'avait comme compétence que la distribution de l'eau. Il comprend 42 membres (deux par commune). Son président est Maurice Lovisolo (vice-président du conseil général de Vaucluse). Le prix de l'assainissement est variable dans chaque commune (à cause de la surtaxe communale) alors que celui de l'eau est identique.

### Fiscalité locale
| Taxe                                                | Part communale | Part intercommunale | Part départementale | Part régionale |
| --------------------------------------------------- | -------------- | ------------------- | ------------------- | -------------- |
| Taxe d'habitation (TH)                              | 7,18 %         | 0,40 %              | 7,34 %              | 0,00 %         |
| Taxe foncière sur les propriétés bâties (TFPB)      | 8,25 %         | 0,51 %              | 9,91 %              | 2,36 %         |
| Taxe foncière sur les propriétés non bâties (TFPNB) | 40,10 %        | 1,58 %              | 28,14 %             | 8,85 %         |
| Taxe professionnelle (TP)                           | 20,93 %*       | 0,83 %              | 12,63 %             | 3,84 %         |

La part régionale de la taxe d'habitation n'est pas applicable.
La taxe professionnelle est remplacée en 2010 par la cotisation foncière des entreprises (CFE) portant sur la valeur locative des biens immobiliers et par la contribution sur la valeur ajoutée des entreprises (CVAE) (les deux formant la contribution économique territoriale (CET) qui est un impôt local instauré par la loi de finances pour 2010).

## Population et société

### Démographie
- Les résultats provisoires du recensement par sondage annuel réalisé en 2004, 2005 et 2006 selon les communes sont tous, par convention, affichés à 2006

L'évolution du nombre d'habitants est connue à travers les recensements de la population effectués dans la commune depuis 1793. Pour les communes de moins de 10 000 habitants, une enquête de recensement portant sur toute la population est réalisée tous les cinq ans, les populations de référence des années intermédiaires étant quant à elles estimées par interpolation ou extrapolation. Pour la commune, le premier recensement exhaustif entrant dans le cadre du nouveau dispositif a été réalisé en 2005.

En 2022, la commune comptait 881 habitants, en évolution de +15,77 % par rapport à 2016 (Vaucluse : +1,73 %, France hors Mayotte : +2,11 %).
| 1793 | 1800 | 1806 | 1821 | 1831 | 1836 | 1841 | 1846 | 1851 |
| ---- | ---- | ---- | ---- | ---- | ---- | ---- | ---- | ---- |
| 119  | 120  | 143  | 161  | 175  | 180  | 195  | 219  | 220  |

| 1856 | 1861 | 1866 | 1872 | 1876 | 1881 | 1886 | 1891 | 1896 |
| ---- | ---- | ---- | ---- | ---- | ---- | ---- | ---- | ---- |
| 214  | 220  | 215  | 221  | 207  | 204  | 177  | 174  | 189  |

| 1901 | 1906 | 1911 | 1921 | 1926 | 1931 | 1936 | 1946 | 1954 |
| ---- | ---- | ---- | ---- | ---- | ---- | ---- | ---- | ---- |
| 202  | 221  | 200  | 117  | 121  | 135  | 124  | 121  | 135  |

| 1962 | 1968 | 1975 | 1982 | 1990 | 1999 | 2005 | 2006 | 2010 |
| ---- | ---- | ---- | ---- | ---- | ---- | ---- | ---- | ---- |
| 152  | 131  | 168  | 333  | 475  | 589  | 642  | 652  | 674  |

| 2015 | 2020 | 2022 | - | - | - | - | - | - |
| ---- | ---- | ---- | - | - | - | - | - | - |
| 735  | 852  | 881  | - | - | - | - | - | - |

### Enseignement
La commune possède une école primaire publique, les élèves sont ensuite affectés au collège Le Luberon à Cadenet,, puis le lycée Val-de-Durance à Pertuis (enseignement général) ou lycée Alexandre-Dumas à Cavaillon soit lycée Alphonse-Benoit à L'Isle-sur-la-Sorgue (enseignements techniques).

### Sports
La commune possède un terrain multisport.

### Santé
La commune possède un médecin. Pharmacies les plus proches à Mérindol (à l'ouest) et à Lauris (à l'est). Les hôpitaux les plus proches sont Salon-de-Provence, Apt et Pertuis distants d'une vingtaine de kilomètres.

## Économie

### Agriculture
La commune produit des vins AOC côtes-du-luberon. Les vins qui ne sont pas en appellation d'origine contrôlée peuvent revendiquer, après agrément, le label vin de pays d'Aigues.

### Tourisme
Comme l'ensemble des communes du Luberon, le tourisme joue un rôle, directement ou indirectement, dans l'économie locale.
On peut considérer trois principales sortes de tourisme en Luberon. Tout d'abord, le tourisme historique et culturel qui s'appuie sur un patrimoine riche des villages perchés ou sur des festivals. Ensuite, le tourisme détente qui se traduit par un important développement des chambres d'hôtes, de l'hôtellerie et de la location saisonnière, par une concentration importante de piscines et par des animations comme des marchés provençaux. Enfin, le tourisme vert qui profite des nombreux chemins de randonnées et du cadre protégé qu'offrent le Luberon et ses environs.il est à noter la présence d'un bar restaurant qui est le seul commerce de puget hormis un étal de fruits et légumes ouvert seulement l'été.

## Culture locale et patrimoine

### Lieux et monuments
- Église Notre-Dame de Puget, inscrite aux Monuments historiques depuis le 16 mai 1972[41].
- Temple protestant.

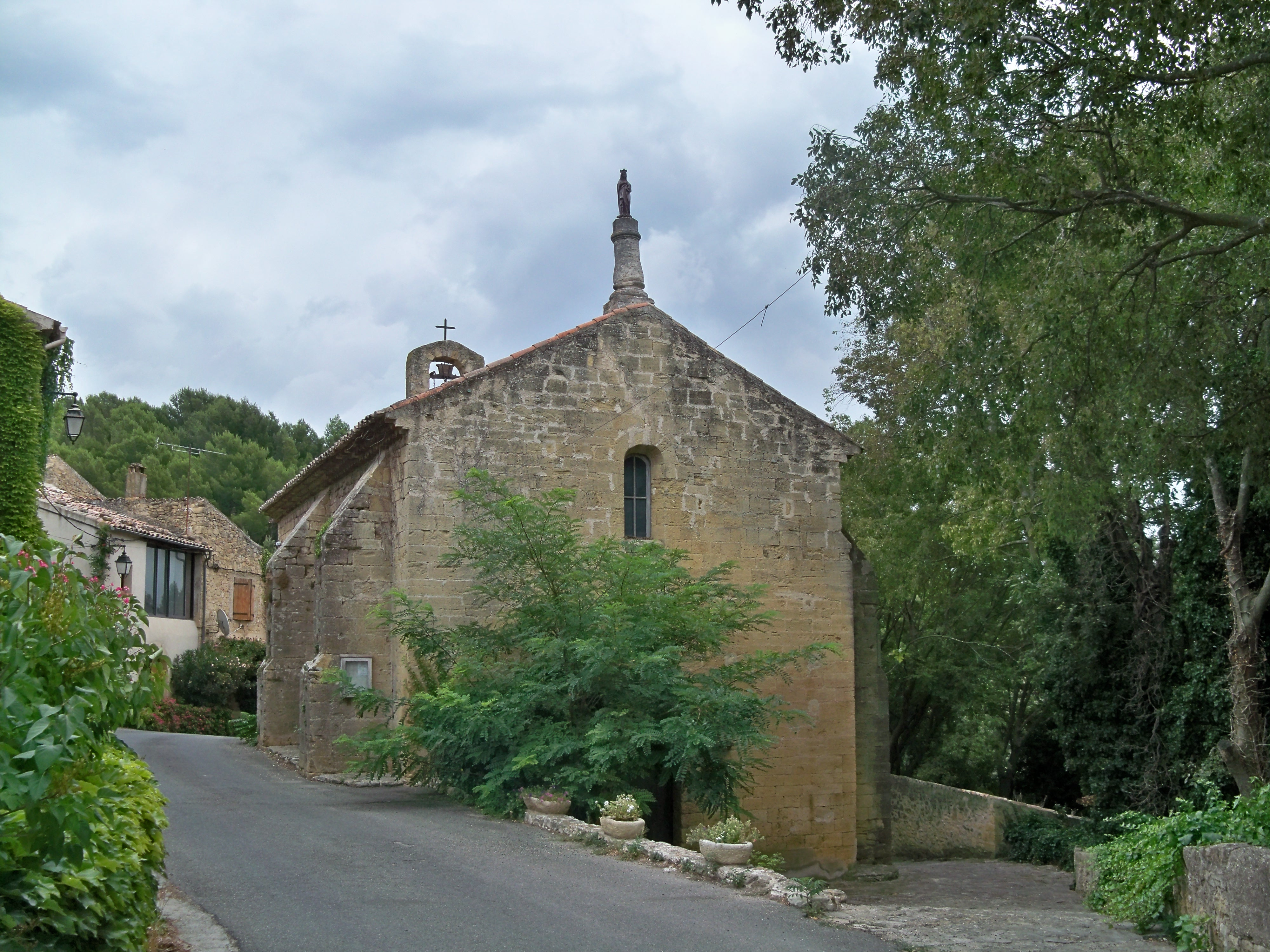
Église Notre-Dame.
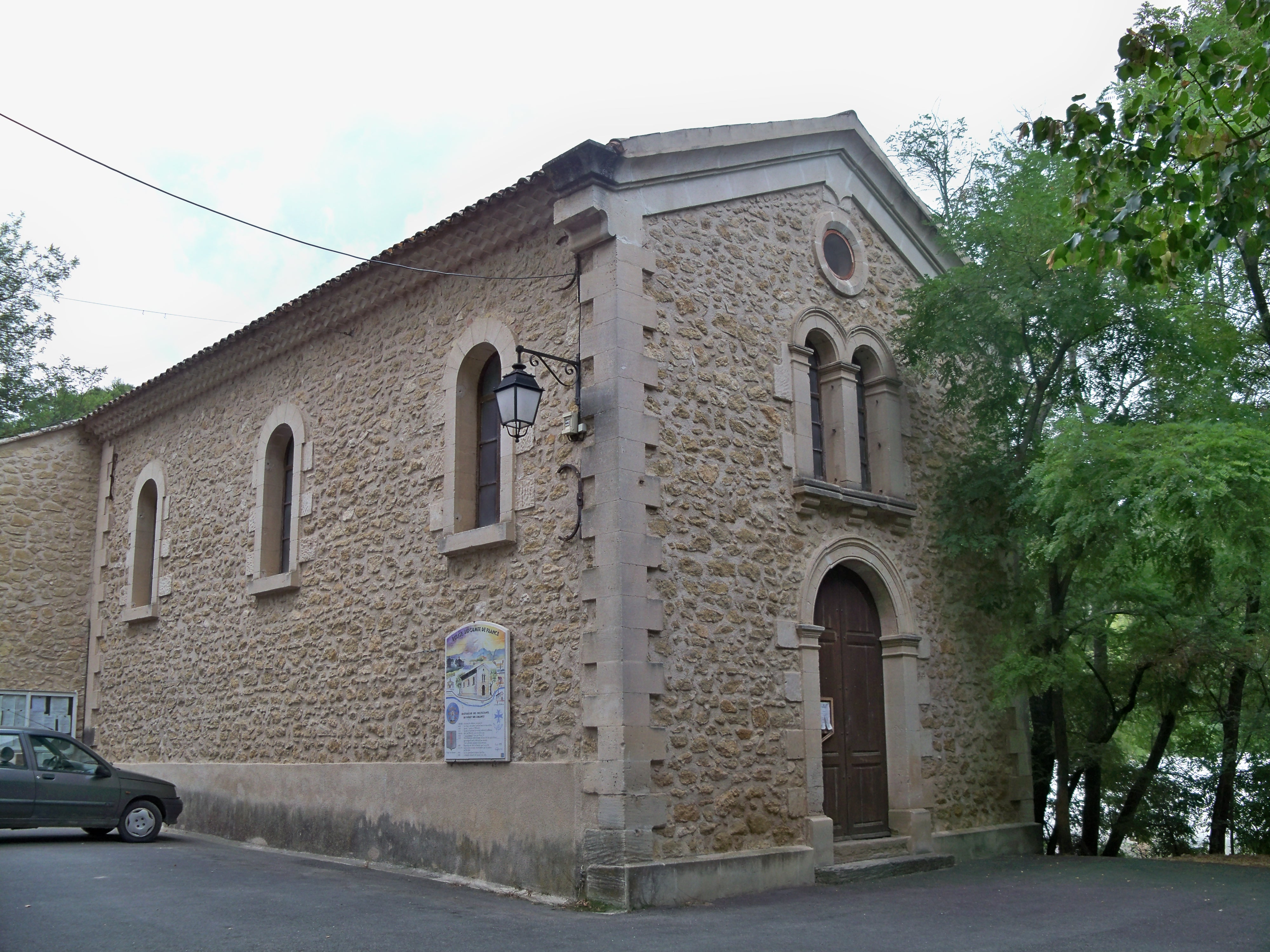
Temple protestant.

### Héraldique
| Blason de Sault | Les armes peuvent se blasonner ainsi : D'argent à un pieu de gueules. |